# Sociální dějiny
Sociální dějiny jsou historickou disciplínou, která se zabývá studiem lidské společnosti z hlediska sociálních procesů, trendů, struktur a jevů. Co je konkrétně objektem studia sociálních dějin a co již do jejich sféry nepatří, je předmětem diskuzí mezi historiky již od 19. století.
Často se rozlišuje jakési užší a širší vymezení pojmu sociální dějiny. V širším slova smyslu sociální dějiny podchycují veškerý vývoj společenský (v německém bádání pro toto existuje vhodný název Gesellschaftsgeschichte), v užším slova smyslu pak zachycují jevy, kterými se nezabývají ostatní historické disciplíny.
Do značné míry je vymezena hranice mezi politickými dějinami, ale je mnohem větší problém určit hranici s nově vzniklými disciplínami jako je např. kulturní antropologie, kulturní dějiny, dějiny mentalit atd.
V podstatě jsou sociální dějiny mezní disciplínou, která výrazně spolupracuje s hospodářskými dějinami, sociologií, ale i s antropologií, historickou statistikou či historickou geografií.

## Vývoj
Sociální dějiny vznikly v 19. století, kdy se někteří historikové začali vymezovat vůči politickým dějinám, které (často oprávněně) chápali jako příliš úzce profilované, protože zachycovaly pouze chronologicky po sobě jdoucí události bez hlubší analýzy a zajímaly je osudy jen významných osobností. Výrazný vliv v 1. polovině 20. století na předmět bádání sociálních dějin měl marxismus a sociální otázka. Po roce 1945 další vývoj ovlivnila škola Annales, ale nadále také marxismus (především ve Velké Británii, kde se levicově orientovaní historikové sdružovali kolem časopisu Past and Present). Od 70. let 20. století sociální dějiny dále reagovaly na podněty, které přicházely ze strany kliometrie, gender studies, mikrohistorie a komparativních dějin.

## Předmět studia
Sociální dějiny se programově zabývají všemi sociálními vrstvami společnosti a vymezení společenské struktury je jednou z jejich hlavních úloh. Vedle společenských struktur je důležitým pojmem sociální mobilita a v neposlední řadě sociální dějiny zkoumají i hodnotové žebříčky jednotlivých společenských skupin.
Určitou prominentní pozici v rámci sociálních dějin má období 17.-19. století, které je studováno pod vlivem teorie modernizace. Studovány jsou tedy změny, kterými evropská společnost v tomto období prošla, nověji se zájem rozšířil i na společnost 20. století. Ve starším období se studium společnosti pod vlivem historické antropologie rozšířilo i na období raného novověku, kde se speciálně sledují vztahy mezi tzv. vyšší kulturou a kulturou lidovou, resp. reakce jednotlivých sociálních skupin na modernizační trendy ve společnosti. V 18. a 19. století si významnou pozici mezi historiky sociálních dějin udržuje téma nacionalismu a vzniku národních států.

## Pojmy, se kterými pracují historikové sociálních dějin
- nacionalismus
- průmyslová revoluce
- společenská modernizace
- elita
- industrializace
- tradiční společnost
- moderní společnost
- společenská skupina
- společenská emancipace
- společenská mobilita
- společenská dynamika
- společenský konflikt
- společenská spolupráce
- konfliktní model společnosti
- funkční model společnosti
- makrosociální společenské struktury
- mikrosociální společenské struktury
- kultura většinové společnosti
- kultura menšinové společnosti
- hermeneutický výklad dějin společnosti
- strukturální výklad společnosti
- kvantifikovaný výklad společnosti
- sociální moc
- sociální funkce
- sociální skupina
- sociální status
- sociální pozice
- socializace

## Metody sociálních dějin
- komparativní metoda
- statistická metoda, resp. jiné kvantitativní metody
- induktivní metoda
- deduktivní metoda
- metoda konstrukce sociální reality
- ideálně-typická metoda, jinak také metoda ideálního typu
- metoda narativního popisu
- prosopografická metoda